# Newport (Pembrokeshire)
Newport (Walesi nyelven: Trefdraeth) Wales egyik városa, amely az ország délnyugati részében található Dyfed megye Pembrokeshire részében helyezkedik el. A város az Ír-tenger partján, a Pembrokeshire Coast Nemzeti Park területén található és keresztül folyik rajta a Nevern folyó.

## Története
A várost a normann William FitzMartin alapította 1197 körül. Fitzmartin ugyan a területen található Deheubarth királyság uralkodójának Rhys ap Gruffydnak veje volt ám a király elűzte őt korábbi – Nevern közelében található – szállásterületéről, amelyet apja, Robert FitzMartin alapított. William Fitzmartin Newportot a Cemais birtok új központjának szánta. A település a középkori gyapjúkereskedelemnek köszönhetően forgalmas kikötővárossá lett. A város a FitzMartin család birtokában is maradt egészen a család William nevű tagjának fiú örökös nélküli haláláig, 1326-ig.
A terület egy speciális, viszonylagos önállósággal rendelkező közigazgatási egység, úgynevezett borough volt Anglia és Wales határán és a mai napig őriz bizonyos ebből az időből származó szokásokat, hagyományokat. Ezek egyike, hogy a település polgármestere és a hozzá csatlakozó lakók minden augusztusban körbelovagolják a település határait és jelképesen megérintik az azt jelző cölöpöket.

## Látnivalók
FitzMartin vára a Mynydd Carningli hegy egy kiszögellésén áll és kiváló kilátást biztosít a városra illetve az azt körülvevő vidékre. Noha a vár már legalább a 17. század óta romos, elhelyezkedése miatt még mindig impozáns látványt nyújt. A kastély egy része felújításra került és a mai napig lakott, ám a látogatók számára nem látogatható.  Az 1880-as években John Brett festő bérelte a kastélyt népes családjával. Brett innen járta be Wales déli és nyugati tengerpartjait vázlatokat, festményeket és fotókat készítve és a település Parrogh nevű kikötőjében horgonyozta le 210 tonnás szkúnerét a Vikinget.
A FitzMartin korszakból származó St. Mary's templom a kastély tövében található. A keleti szentélyen a FitzMartinok jelmondata olvasható ("Argent, two bars gules"). A 13. századi templomot 1879-ben állították helyre. Tornya és homlokzata eredeti, a norman időkből származik.
A Mynydd Carninglin, de a városon kívül találhatóak még egy vaskori földvár és néhány bronzkori kunyhó maradványai is.
A település híressége a neolitikus korból származó kultikus temetkezési hely, a Carreg Coetan Arthur dolmen, amely kb. Kr. e. 3000 körül épülhetett. A dolmen tetején egy négy méteres fedőkő található, amelyet kisebb kövek tartanak. Valószínűleg valaha az építményt föld borította, ami mára a környezeti hatások következtében eltűnt.
Történelmi épületei és kőkorszaki emlékei mellett Newport ma népszerű turisztikai célpont strandjai miatt is, illetve mert a Pembrokeshire Coast Path turistaútvonalon fekszik. A város gyakori kiindulópontja a közeli Preselli Hills hegységbe tartó túrázóknak.

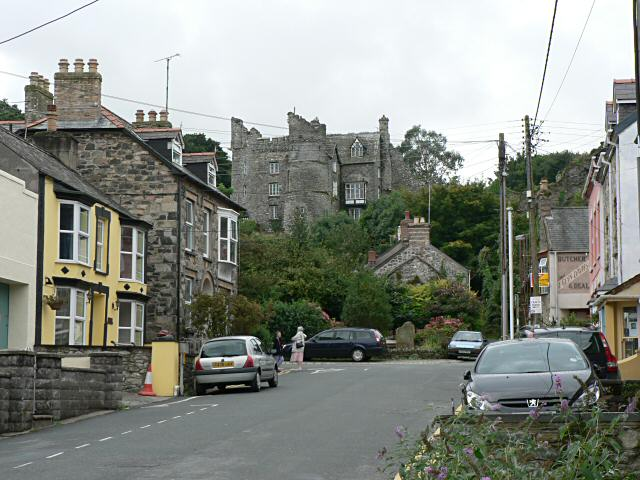
Newport egy utcája, háttérben a kastéllyal

## Fordítás
Ez a szócikk részben vagy egészben  a   Newport, Pembrokeshire című angol Wikipédia-szócikk ezen változatának fordításán alapul.  Az eredeti cikk szerkesztőit annak laptörténete sorolja fel. Ez a jelzés csupán a megfogalmazás eredetét és a szerzői jogokat jelzi, nem szolgál a cikkben szereplő információk forrásmegjelöléseként.